# Bronne
Bronne (ucraniano: Бро́нне) es un pueblo de Ucrania perteneciente al municipio rural de Malynsk, en el raión de Rivne de la óblast de Rivne.
En 2001, el pueblo tenía una población de 914 habitantes.
Se ubica unos 3 km al este de Malynsk, separado de la capital municipal por la carretera P05.

## Historia
Antes de la formación del actual municipio de Malynsk en 2020, el pueblo era sede de un consejo rural en el raión de Berezne. El consejo rural no tenía pedanías.